# 座囊菌亚纲
座囊菌亚纲（学名：Dothideomycetidae）是子囊菌门座囊菌纲下的亚纲，共包含座囊菌目（Dothideales）、多腔菌目（Myriangiales）、煤炱目（Capnodiales）三个目。本亚纲真菌的子囊之间缺乏侧丝（paraphysis）、拟侧丝（pseudoparaphysis）或类侧丝（paraphysoid）。

## 分类
- 煤炱目（Capnodiales）
  - 小角炱科 Antennulariellaceae
  - 煤炱科（Capnodiaceae）
  - 球疔座霉科 Coccodiniaceae
  - 小戴卫霉科 Davidiellaceae
  - 假煤炱科（Metacapnodiaceae）
  - 球腔菌科（Mycosphaerellaceae）
  - 毛孢子菌科（Piedraiaceae）
- 座囊菌目（Dothideales）
  - 座囊菌科（Dothideaceae）
  - 小穴壳菌科（Dothioraceae）
- 多腔菌目（Myriangiales）
  - 痂囊腔菌科（Elsinoaceae）
  - 多腔菌科（Myriangiaceae）